# Fernand Ménégoz
Pour les articles homonymes, voir Ménégoz.
Louis Auguste Fernand Ménégoz, né le 27 mai 1873 à Strasbourg et mort le 5 janvier 1945 à Saint-Egrève (Isère), est un pasteur alsacien, professeur à la Faculté de théologie protestante de Strasbourg.

## Biographie
Fernand Ménégoz est le fils de Sophie Valérie Aufschlager (1844-1929) et de Louis Ménégoz (1840-1887), commerçant-grossiste en produits alimentaires. Sa famille, originaire de Montbéliard et de la Côte-d'Or, s'est établie en Alsace depuis la Révolution française. Son grand-père était pasteur. Il est le neveu d'Eugène Ménégoz (1838-1921), pasteur libéral de l'Église luthérienne des Billettes (Paris) et professeur à la Faculté de théologie protestante de Paris.
Bien qu'il soit né dans le contexte d'une Alsace annexée par l'Allemagne après la défaite française de 1870, il grandit au sein d'un milieu resté attaché à la culture française. Il effectue ses études secondaires au Gymnase protestant de Strasbourg et obtient son abitur, l'équivalent du baccalauréat, en 1892. Il étudie ensuite la théologie à Berlin, à la Faculté de théologie protestante de Paris et à  celle de Strasbourg. Il obtient une licence de théologie en 1906 à  Strasbourg, grâce à une thèse écrite en français intitulée La certitude de la foi et la certitude historique : étude sur le problème du fondement de la vie. Il se marie le 2 juillet 1909 à Bâle avec Marie Magdeleine Bley. De ce couple naissent quatre enfants.
Fernand Ménégoz se consacre tout d'abord à son ministère pastoral. Il est vicaire, puis pasteur en 1904 de la paroisse française Saint-Nicolas, où il a comme collègue Albert Schweitzer. Il exerce également le rôle de second pasteur à la paroisse allemande de Sainte-Aurélie à partir de 1915 jusqu'en 1919. Très vite, il mène en parallèle une carrière universitaire. En 1911, il est chargé de cours de dogmatique à l'Université de Strasbourg. Il l'est à nouveau en 1919, puis il obtient la chaire de dogmatique une fois devenu docteur en théologie en 1925. Sa thèse sur Le problème de la prière est très remarquée et est couronnée en 1926 par l'Académie française.
À la suite de ce succès, Fernand Ménégoz est choisi pour représenter l'Église de la Confession d'Augsbourg dans plusieurs conférences mondiales des Églises ; il assiste à celles de Stockholm en 1925 et à celle de Lausanne en 1927. Il est également présent aux quatre comités de continuation tenus en Europe de 1934 à 1937. Lorsqu'éclate la Seconde Guerre mondiale, il préfère suivre l'Université strasbourgeoise qui part se replier à Clermont-Ferrand. Il prend finalement sa retraite en 1941.

## Distinctions
- Chevalier de l'ordre royal de l'Étoile polaire (Suède, 1932)[1]
- Chevalier de la Légion d'honneur (1936)[1]

## Œuvres
- La certitude de la foi et la certitude historique : étude sur le problème du fondement de la vie, Strasbourg, 1906 - (thèse de licence).
- La philosophie de Bergson et la théologie protestante, Strasbourg, Impr. alsacienne, 1921.
- Le problème de la prière, principe d'une révision de la méthode théologique, Strasbourg-Paris, 1925 (Études d'histoire et de philosophie religieuses, publ. par la Faculté de théologie protestante de l'Université de Strasbourg, no 13) - (thèse de doctorat, couronnée par l'Académie française, éd. revue et augmentée en 1932).
- Réflexions sur le problème de Dieu, Paris, F. Alcan, 1931.
- Le christianisme : vie nouvelle : considérations doctrinales, Paris, Presses universitaires de France, 1943 (Études d'histoire et de philosophie religieuses, no 39).

Fernand Ménégoz a aussi écrit dans plusieurs revues, dont la Revue d'histoire et de philosophie religieuses. Son cours sur les conceptions préréformatrices et réformatrices a été conservé grâce aux cahiers d'une étudiante. Il est conservé à la Bibliothèque nationale et universitaire de Strasbourg.